# دنیل اک
دنیل اک (انگلیسی: Daniel Ek؛ زادهٔ ۲۱ فوریهٔ ۱۹۸۳) کارآفرین و بیلیونر اهل سوئد است. او در سال ۲۰۰۶ سرویس موسیقی اسپاتیفای را بنیان گذاشت.